# Walter Menzl
Walter Menzl (* 29. Mai 1906 in der Nähe von Zwickau in Sachsen; † 1994 in Marxzell) war ein deutscher Philosoph, Schriftsteller und Abenteurer.

## Leben
Walter Menzl wurde als Sohn einer Bergarbeiterfamilie in einfachen Verhältnissen geboren. 1919 siedelte die Familie nach Westfalen um. Nach dem Besuch der Volksschule in Bockum-Hövel begann er eine Lehre als Vermessungstechniker. Nach zwei Jahren orientierte er sich um und wollte Bautechniker werden. Ein Jahr später beendete der Lehrherr diese Ausbildung. Menzl arbeitete danach im Bergbau wie sein Vater. Im Alter von 17 Jahren wanderte er das erste Mal nach Brasilien aus. Er bereiste Südamerika, kehrte aber mehrmals in seine Heimat zurück. In dieser Zeit übte Menzl unterschiedlichste Berufe aus.
Während philosophischer Studien in Berlin entwickelte er 1935 die Grundgedanken seiner Philosophie. Sein Hauptwerk Die Totalschau des Universums enthält acht Thesen. Es handelt sich um ein philosophisches System, das die Welt verbessern soll. Da den Nazis seine Erkenntnisse und Philosophie nicht zusagten, musste er Deutschland wieder verlassen und ging wieder nach Südamerika, dieses Mal für zwei Jahrzehnte. In dieser Zeit lernte ihn der österreichische Schriftsteller Robert Menasse, der damals noch ein Kind war, kennen.

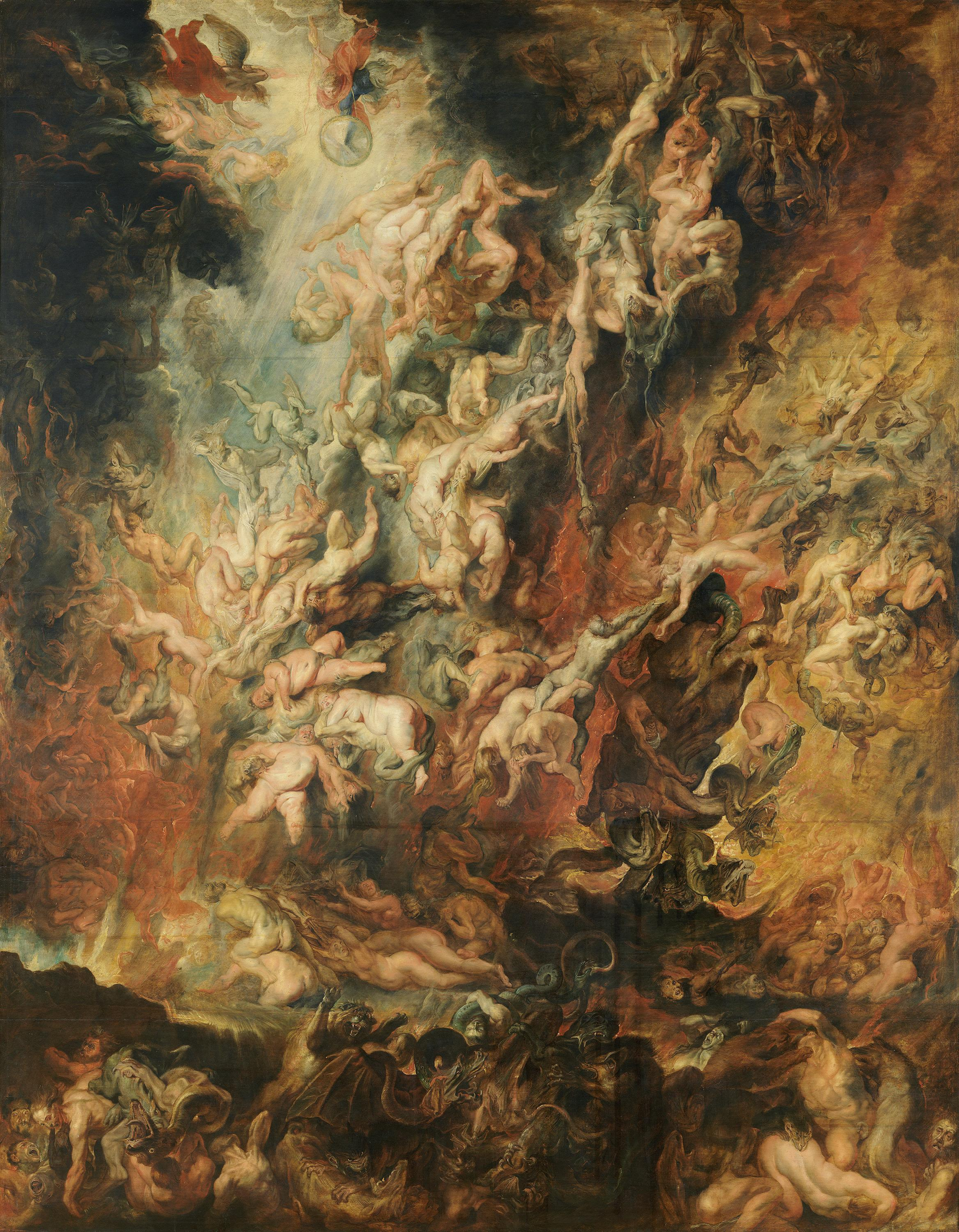
Peter Paul Rubens Der Höllensturz der Verdammten

In den 1950er Jahren kehrte Walter Menzl nach Deutschland zurück und lebte zunächst in Konstanz am Bodensee, dann im Aachener Raum und zuletzt im Schwarzwald.
Unrühmliche Bekanntheit erlangte Menzl durch einen Anschlag mit acetonhaltigem Abbeizmittel auf das Rubens-Gemälde Der Höllensturz der Verdammten, welchen Menzl am 26. Februar 1959 in der Alten Pinakothek in München beging, um auf seine Philosophie aufmerksam zu machen. Kurz nach dem Attentat erreichten Eilbriefe mit dem Absender „Freies Philosophisches Institut, Walter Menzl, Überlingen/Bodensee“ Münchner Zeitungsredaktionen, in denen die Zerstörung des Bildes „Die Vier Apostel“ angedroht wurde. Der restliche Inhalt des Briefes ist wirr, es ist vom explosionsartigen Ausbruch seines Geistes die Rede, der etwas Entscheidendes zur Zukunft der Menschheit zu sagen habe. Die Polizei konnte Menzl schnell in einer Pension ausfindig machen und innerhalb weniger Stunden festnehmen. Am 15. Juli 1959 wurde Menzl vom Landgericht München wegen „gemeinschädlicher Sachbeschädigung“ zu einer Haftstrafe von drei Jahren und zur Zahlung von Schadensersatz in Höhe von 800.000 DM verurteilt.
Der Schriftsteller Robert Menasse verewigte Menzl als „Kurt Walmen“ in seinem Roman Selige Zeiten, brüchige Welt. Die erste Seite dieses Romans beginnt in der Alten Pinakothek mit dem Attentat Walmens auf Rubens Der Höllensturz der Verdammten....
Teile seiner Werke veröffentlichte Walter Menzl unter dem Pseudonym „Paul Brecher“.

## Werke (Auswahl)
- 1964: Alle Wahrheit dieser Welt – Erophi-Verlag (als Paul Brecher)
- 1966: Jenseits vieler Grenzen – Roman Stetten (als Paul Brecher)
- 1966: Erotik der Elite – Stetten (als Paul Brecher)
- 1974: Das Pan-Humanistische Manifest – Aachen
- 1946/1980: Die Totalschau des Universums – Rio de Janeiro 1946 und Aachen 1980
- 1980: Niemand stirbt wirklich – Aachen
- 1984: Jeder lebt ewig – Aachen